# Serafim Fernandes de Araújo
Serafim Fernandes de Araújo (ur. 13 sierpnia 1924 w Minas Novas, zm. 8 października 2019 w Belo Horizonte) – brazylijski duchowny rzymskokatolicki, biskup pomocniczy Belo Horizonte w latach 1959–1982, arcybiskup koadiutor Belo Horizonte w latach 1982–1986, arcybiskup metropolita Belo Horizonte w latach 1986–2004, kardynał.

## Życiorys
Studiował w seminarium w Diamantinie, gdzie uzyskał licencjat z filozofii; przyjął święcenia kapłańskie 12 marca 1949 w Rzymie. Na Papieskim Uniwersytecie Gregoriańskim w Rzymie obronił doktoraty z teologii i prawa kanonicznego. Pracował jako duszpasterz w Gouveia i Curvelo, był także kapelanem policji w Diamantinie. Wykładał w seminarium w Diamantinie, kolegium nauczycielskim tamże oraz w innych szkołach; pełnił funkcję archidiecezjalnego dyrektora ds. katechezy w Diamantinie.
19 stycznia 1959 został mianowany biskupem pomocniczym Belo Horizonte, ze stolicą tytularną Verinopoli; otrzymał sakrę biskupią 7 maja 1959 w Diamantinie z rąk arcybiskupa Diamantiny Jose Newtona de Almeidy Baptisty. W latach 1960–1981 pełnił funkcję rektora Uniwersytetu Katolickiego w Minas Gerais. W listopadzie 1982 został promowany na arcybiskupa-koadiutora Belo Horizonte, a 5 lutego 1986 przejął rządy w archidiecezji. Brał udział w sesjach Światowego Synodu Biskupów w Watykanie, a także konferencjach generalnych Episkopatów Latynoamerykańskich (1979 w Puebla, Meksyk; 1992 w Santo Domingo, Dominikana – był jednym z prezydentów-delegatów konferencji).
21 lutego 1998 Jan Paweł II mianował go kardynałem, nadając tytuł prezbitera S. Luigi Maria Grignion de Montfort. W styczniu 2004 kardynał de Araújo został zwolniony z obowiązków arcybiskupa Belo Horizonte ze względu na podeszły wiek, a w sierpniu 2004 ukończył 80 lat i utracił prawo udziału w konklawe.
Podobne nazwisko nosi inny kardynał brazylijski, Eugênio de Araújo Sales (1920–2012), emerytowany arcybiskup São Sebastião do Rio de Janeiro.